# Anomala sordidula
Anomala sordidula är en skalbaggsart som beskrevs av Sharp 1881. Anomala sordidula ingår i släktet Anomala och familjen Rutelidae. Inga underarter finns listade i Catalogue of Life.